# Југославија на Европском првенству у атлетици на отвореном 1954.
Југославија је учествовала на 5. Европском првенству у атлетици на отвореном 1954. одржаном од 25. до 29. августа у Берну (Швајцарска). Репрезентацију Југославије на њеном петом учешћу на европским првенствима на отвореном, представљало је 25 атлетичара (20 мушкараца и 5 жена) који су се такмичили у 21 дисциплини (15 мушких и 6 женских).
На овом првенству такмичари Југославије нису освојили ниједну медаљу. У табели успешности према броју и пласману такмичара који су учествовали у финалним такмичењима (првих 8 такмичара) Југославија је са 9 учесника у финалу заузела 11 место са 27 бодова.
| Пл. | Земља       | 1. место | 2. место | 3. место | 4. место | 5. место | 6. место | 7. место | 8. место | Бр. фин. | Бодови |
| --- | ----------- | -------- | -------- | -------- | -------- | -------- | -------- | -------- | -------- | -------- | ------ |
| 11. | Југославија | -        | −        | -        | 1 − 5    | 2 - 8    | 3 − 9    | 2 - 4    | 1 - 1    | 9        | 27     |

## Учесници
| Мушкарци: - Милован Јованчић АК Црвена звезда, Београд — 100 м, 4 х 100 м - Александар Бењак АК Војводина Нови Сад — 100 м, 4 х 100 м - Милоје Грујић АК Војводина Нови Сад — 800 м - Велиша Мугоша АК Црвена звезда, Београд — 1.500 м - Андреј Випотник АК Кладивар Цеље — 1.500 м - Драго Штритоф АК Партизан Београд — 5.000 м - Фрањо Михалић АК Партизан Београд — 10.000 м - Фрањо Шкрињар АК Динамо Загреб — Маратон - Станко Лоргер АК Кладивар Цеље — 110 м препоне - Петар Пецељ АК Динамо Загреб — 4 х 100 м - Вељко Петровић АК Црвена звезда, Београд — 4 х 100 м - Владо Марјановић АК Црвена звезда, Београд — Скок увис - Милан Милаков АК Црвена звезда, Београд — Скок мотком - Раде Радовановић АК Црвена звезда, Београд — Скок удаљ, Троскок - Петар Шарчевић АК Црвена звезда, Београд — Бацање кугле - Витомир Кривокапић АК Црвена звезда, Београд — Бацање диска - Иван Губијан АК Партизан Београд — Бацање кладива - Крешимир Рачић АК Жељезночар Карловац — Бацање кладива - Мирко Вујачић АК Партизан Београд — Бацање копља - Милисав Павловић АК Партизан Београд — Бацање копља | Жене: - Милка Бабовић АК Младост Загреб — 100 м, 80 м препоне - Марија Радосављевић АК Црвена звезда, Београд — Бацање кугле - Јулија Матеј АК Војводина Нови Сад — Бацање диска - Цмиљка Калушевић АК Црвена звезда, Београд — Бацање копља - Мира Туце АК Вележ, Мостар — Петобој |  |

## Резултати

### Мушкарци
| Атлетичар          | Дисциплина     | Лични рекорд | Квалификације | Квалификације | Полуфинале            | Полуфинале            | Финале                | Финале            | Детаљи |
| Атлетичар          | Дисциплина     | Лични рекорд | Резултат      | Место         | Резултат              | Место                 | Резултат              | Место             | Детаљи |
| ------------------ | -------------- | ------------ | ------------- | ------------- | --------------------- | --------------------- | --------------------- | ----------------- | ------ |
| Милован Јованчић   | 100 м          | 10,05 НР     | 11,2          | 3. у гр. 8    | Нису се квалификовали | Нису се квалификовали | Нису се квалификовали | 30 / 35 (38)      |        |
| Александар Бењак   | 100 м          |              | 11,1          | 4. у гр. 2    | Нису се квалификовали | Нису се квалификовали | Нису се квалификовали | 19 / 35 (38)      |        |
| Милоје Грујић      | 800 м          |              | 1:55,7        | 8. у гр. 4    | Нису се квалификовали | Нису се квалификовали | Нису се квалификовали | 7 / 16            |        |
| Велиша Мугоша      | 1.500 м        |              | 3:51,0 КВ, ЛР | 1. у гр. 2    |                       |                       | Није завршио трку     | Није завршио трку |        |
| Андреј Випотник    | 1.500 м        |              | 3:52,2 ЛР     | 5. у гр. 1    | Нису се квалификовали | 14 / 29               |                       |                   |        |
| Драго Штритоф      | 5.000 м        |              | 14:48,4 ЛР    | 7. у гр. 3    | Нису се квалификовали | 20 / 26 (28)          |                       |                   |        |
| Фрањо Михалић      | 10.000 м       |              |               |               |                       |                       | 29:59,6 ЛР            | 5 / 21 (23)       |        |
| Фрањо Шкрињар      | Маратон        |              | 2:42:11,8 ЛРС | 18 / 22       |                       |                       |                       |                   |        |
| Станко Лоргер      | 110 м препоне  |              | 14,5 КВ       | 1. у гр. 2    | 14,5 КВ               | 1. у гр. 1            | 14,7                  | 4 / 22            |        |
| Милован Јованчић   | 4 х 100 м      |              | 42,2          | 4. у гр. 2    |                       |                       | Нису се квалификовали | 7 / 9             |        |
| Александар Бењак   | 4 х 100 м      |              | 42,2          | 4. у гр. 2    |                       |                       | Нису се квалификовали | 7 / 9             |        |
| Петар Пецељ        | 4 х 100 м      |              | 42,2          | 4. у гр. 2    |                       |                       | Нису се квалификовали | 7 / 9             |        |
| Вељко Петровић     | 4 х 100 м      |              | 42,2          | 4. у гр. 2    |                       |                       | Нису се квалификовали | 7 / 9             |        |
| Владо Марјановић   | Скок увис      |              | 1,90 КВ, ЛРС  | 12.           |                       |                       | 1,90 =ЛРС             | 10 / 18           |        |
| Милан Милаков      | Скок мотком    |              | 4,05 КВ, ЛР   | 10.           | 4,00                  | 19 / 24               |                       |                   |        |
| Раде Радовановић   | Скок удаљ      |              | 7,02 ЛР       | 15.           | Није се квалификовао  | 15 / 24 (25)          |                       |                   |        |
| Раде Радовановић   | Троскок        |              | 14.42 ЛР      | 10.           | Није се квалификовао  | 10 / 21 (22)          |                       |                   |        |
| Петар Шарчевић     | Бацање кугле   |              | 15,12 КВ ЛРС  | 7.            | 15,43 ЛР              | 8 / 24                |                       |                   |        |
| Витомир Кривокапић | Бацање диска   |              | 47,74 КВ      | 8.            | 48,78 ЛР              | 5 / 23                |                       |                   |        |
| Иван Губијан       | Бацање кладива |              | 56,30 КВ      | 4.            | 56,75 ЛР              | 7 / 26 (27)           |                       |                   |        |
| Крешимир Рачић     | Бацање кладива |              | 53,32 КВ, ЛРС | 13.           | 51,87                 | 18 / 26 (27)          |                       |                   |        |
| Мирко Вујачић      | Бацање копља   |              | 68,98 КВ, ЛР  | 6.            | 66,53                 | 11 / 21               |                       |                   |        |
| Милисав Павловић   | Бацање копља   |              | 63,83 КВ ЛР   | 14.           | 58,21                 | 16 / 21               |                       |                   |        |

### Жене
| Атлетичарка         | Дисциплина   | Лични рекорд | Квалификације | Квалификације | Полуфинале            | Полуфинале            | Финале                | Финале      | Детаљи |
| Атлетичарка         | Дисциплина   | Лични рекорд | Резултат      | Место         | Резултат              | Место                 | Резултат              | Место       | Детаљи |
| ------------------- | ------------ | ------------ | ------------- | ------------- | --------------------- | --------------------- | --------------------- | ----------- | ------ |
| Милка Бабовић       | 100 м        |              | 12,7          | 5. у гр. 3    | Није се квалификовала | Није се квалификовала | Није се квалификовала | 13 / 31     |        |
| Милка Бабовић       | 80 м препоне |              | 11,3 КВ       | 2. у гр. 4    | 11,4 КВ               | 3. у гр. 1            | 11,5                  | 5 / 23 (25) |        |
| Марија Радосављевић | Бацање кугле |              |               |               |                       |                       | 13,71 ЛР              | 6 / 16      |        |
| Јулија Матеј        | Бацање диска |              | 43,95 ЛР      | 6 / 17        |                       |                       |                       |             |        |
| Цмиљка Калушевић    | Бацање копља |              | 46,78 ЛР      | 6 / 14        |                       |                       |                       |             |        |

#### Петобој
Учествовало је 19 петобојки.
| Име       | кугла | вис  | 200 м | 80 м пр. | даљ  | Бод              | Место        | Бел. |
| --------- | ----- | ---- | ----- | -------- | ---- | ---------------- | ------------ | ---- |
| Мира Туце | 11,08 | 1,50 | 26,0  | 12,4     | 5,49 | 3.380 (4.176) ЛР | 10 / 18 (19) |      |

- Код бодовања постоје два резултата. Први је према важећим таблицама, а у загради по таблицама које су важиле када је такмичење одржано.